# Andrés Aviñó Soler
Andrés Aviñó Soler (* 24. Januar 1914 in Valencia; † 14. Januar 2006 in Camagüey) war ein kubanischer Diplomat. Er war von 1961 bis 1963 der erste diplomatische Vertreter der Republik Kuba in der DDR.

## Leben
Andrés Aviñó Soler war bis Oktober 1961 Geschäftsträger a. i. der Republik Kuba in der Republik der Philippinen. Nach der Vereinbarung Kubas und der DDR über die Eröffnung von diplomatischen Missionen im August 1960 nahm Aviñó Soler im Dezember 1961 im Rang eines Legationsrates seine Tätigkeit als amtierender Chef der Mission der Republik Kuba in der DDR auf. Nach der Herstellung diplomatischer Beziehungen zwischen Kuba und der DDR am 12. Januar 1963 wurde er zum Geschäftsträger a. i. der Republik Kuba in der DDR ernannt. Diese Funktion übte er nur wenige Monate aus. Am 10. Mai 1963 absolvierte er seine Abschiedsbesuche bei führenden DDR-Politikern.